# Liste des choix de repêchages des Kings de Los Angeles
Cette liste contient tous les joueurs de hockey sur glace ayant été repêchés par les Kings de Los Angeles, franchise de la Ligue nationale de hockey. Les joueurs listés ci-dessus n'ont pas obligatoirement joué un match sous le maillot de l'équipe.
Elle regroupe les joueurs depuis le Repêchage de 1967 organisé par la LNH en 1967-1968, lors de la première saison des Kings, jusqu'à aujourd'hui,. Les joueurs sont classés par année de repêchage. Les deux premières colonnes donnent le rang et le tour duquel le joueur a été repêché suivis de son nom, de sa nationalité et de sa position de jeu.

## 1967
| No | Tour | Nom           | Nationalité | Position  |
| -- | ---- | ------------- | ----------- | --------- |
| 1  | 1er  | Rick Pagnutti | Canada      | Défenseur |

## 1968
| No | Tour | Nom          | Nationalité | Position  |
| -- | ---- | ------------ | ----------- | --------- |
| 7  | 1er  | Jim McInally | Canada      | Défenseur |

## 1969
| No | Tour | Nom           | Nationalité | Position       |
| -- | ---- | ------------- | ----------- | -------------- |
| 16 | 2e   | Dale Hoganson | Canada      | Défenseur      |
| 27 | 3e   | Gregg Boddy   | Canada      | Défenseur      |
| 39 | 4e   | Bruce Landon  | Canada      | Gardien de but |
| 51 | 5e   | Robert Goring | Canada      | Centre         |

## 1970
| No | Tour | Nom            | Nationalité | Position       |
| -- | ---- | -------------- | ----------- | -------------- |
| 24 | 2e   | Al McDonough   | Canada      | Ailier droit   |
| 38 | 3e   | Terry Holbrook | Canada      | Ailier droit   |
| 59 | 5e   | William Smith  | Canada      | Gardien de but |
| 73 | 6e   | Gerry Bradbury | Canada      | Centre         |
| 86 | 7e   | Brian Carlin   | Canada      | Ailier gauche  |
| 98 | 8e   | Brian Chinnick | Canada      | Ailier gauche  |

## 1971
| No  | Tour | Nom              | Nationalité | Position      |
| --- | ---- | ---------------- | ----------- | ------------- |
| 34  | 3e   | Vic Venasky      | Canada      | Centre        |
| 48  | 4e   | Neil Komadoski   | Canada      | Défenseur     |
| 48  | 5e   | Gary Crosby      | Canada      | Centre        |
| 76  | 6e   | Camille LaPierre | Canada      | Centre        |
| 89  | 7e   | Peter Harasym    | Canada      | Ailier gauche |
| 90  | 7e   | Normand Dubé     | Canada      | Ailier gauche |
| 103 | 8e   | Lorne Stamler    | Canada      | Ailier gauche |

## 1972
| No  | Tour | Nom            | Nationalité | Position       |
| --- | ---- | -------------- | ----------- | -------------- |
| 20  | 2e   | Don Kozak      | Canada      | Ailier droit   |
| 36  | 3e   | Dave Hutchison | Canada      | Défenseur      |
| 52  | 4e   | John Dobie     | Canada      | Défenseur      |
| 68  | 5e   | Bernie Germain | Canada      | Gardien de but |
| 84  | 6e   | Mike Usitalo   | États-Unis  | Ailier gauche  |
| 100 | 7e   | Glen Toner     | Canada      | Ailier gauche  |

## 1973
| No  | Tour | Nom             | Nationalité | Position       |
| --- | ---- | --------------- | ----------- | -------------- |
| 38  | 3e   | Russ Walker     | Canada      | Ailier droit   |
| 54  | 4e   | Jim McCrimmon   | Canada      | Défenseur      |
| 70  | 5e   | Dennis Abgrall  | Canada      | Ailier droit   |
| 86  | 6e   | Blair MacDonald | Canada      | Ailier droit   |
| 102 | 7e   | Roly Kimble     | Canada      | Gardien de but |

## 1974
| No  | Tour | Nom             | Nationalité  | Position       |
| --- | ---- | --------------- | ------------ | -------------- |
| 48  | 3e   | Gary Sargent    | États-Unis   | Défenseur      |
| 66  | 4e   | Brad Winton     | Canada       | Centre         |
| 84  | 5e   | Paul Evans      | Canada       | Centre         |
| 102 | 6e   | Marty Mathews   | Canada       | Ailier gauche  |
| 120 | 7e   | Harvey Stewart  | Canada       | Gardien de but |
| 137 | 8e   | John Held       | Canada       | Défenseur      |
| 154 | 9e   | Mario Lessard   | Canada       | Gardien de but |
| 169 | 10e  | Derrick Emerson | Canada       | Ailier droit   |
| 184 | 11e  | Jacques Locas   | Canada       | Centre         |
| 197 | 12e  | Lindsay Thomson | États-Unis   | Centre         |
| 207 | 13e  | Craig Brickley  | Ailier droit |                |
| 217 | 14e  | Brad Kuglin     | Canada       | Ailier gauche  |

## 1975
| No  | Tour | Nom             | Nationalité | Position       |
| --- | ---- | --------------- | ----------- | -------------- |
| 16  | 1er  | Tim Young       | Canada      | Centre         |
| 33  | 2e   | Terry Bucyk     | Canada      | Ailier droit   |
| 69  | 4e   | André Leduc     | Canada      | Défenseur      |
| 87  | 5e   | Dave Miglia     | Canada      | Défenseur      |
| 105 | 6e   | Bob Russell     | Canada      | Centre         |
| 123 | 7e   | Dave Faulkner   | Canada      | Centre         |
| 141 | 8e   | Bill Reber      | États-Unis  | Ailier droit   |
| 157 | 9e   | Sean Sullivan   | Canada      | Défenseur      |
| 172 | 10e  | Brian Petrovek  | États-Unis  | Gardien de but |
| 186 | 11e  | Tom Goddard     | États-Unis  | Ailier droit   |
| 197 | 12e  | Mario Viens     | Canada      | Gardien de but |
| 203 | 13e  | Chuck Carpenter | États-Unis  | Défenseur      |
| 207 | 14e  | Bob Fish        | États-Unis  | Ailier gauche  |
| 210 | 15e  | Dave Taylor     | Canada      | Ailier droit   |
| 213 | 16e  | Bob Shaw        | Canada      | Défenseur      |

## 1976
| No  | Tour | Nom                | Nationalité | Position       |
| --- | ---- | ------------------ | ----------- | -------------- |
| 21  | 2e   | Steve Clippingdale | Canada      | Ailier gauche  |
| 49  | 3e   | Don Moores         | Canada      | Centre         |
| 67  | 4e   | Bob Mears          | Canada      | Gardien de but |
| 85  | 5e   | Rob Palmer         | Canada      | Défenseur      |
| 103 | 6e   | Larry McRae        | Canada      | Gardien de but |

## 1977
| No  | Tour | Nom            | Nationalité | Position       |
| --- | ---- | -------------- | ----------- | -------------- |
| 84  | 5e   | Julian Baretta | États-Unis  | Gardien de but |
| 85  | 5e   | Warren Holmes  | Canada      | Centre         |
| 103 | 6e   | Randy Rudnyk   | Canada      | Ailier droit   |
| 120 | 7e   | Bob Suter      | États-Unis  | Défenseur      |

## 1978
| No  | Tour | Nom               | Nationalité | Position       |
| --- | ---- | ----------------- | ----------- | -------------- |
| 77  | 5e   | Paul Mancini      | Canada      | Ailier gauche  |
| 94  | 6e   | Doug Keans        | Canada      | Gardien de but |
| 111 | 7e   | Donald Waddell    | États-Unis  | Centre         |
| 128 | 8e   | Bob Mierkalns     | Canada      | Centre         |
| 145 | 9e   | Rick Scully       | Canada      | Ailier droit   |
| 162 | 10e  | Brad Thiessen     | Canada      | Centre         |
| 177 | 11e  | Jim Armstrong     | États-Unis  | Ailier gauche  |
| 193 | 12e  | Claude Larochelle | Canada      | Centre         |

## 1979
| No  | Tour | Nom             | Nationalité   | Position      |
| --- | ---- | --------------- | ------------- | ------------- |
| 16  | 1re  | Jay Wells       | Canada        | Défenseur     |
| 29  | 2e   | Dean Hopkins    | Canada        | Ailier droit  |
| 30  | 2e   | Mark Hardy      | Canada Suisse | Défenseur     |
| 50  | 3e   | John-Paul Kelly | Canada        | Ailier gauche |
| 71  | 4e   | John Gibson     | Canada        | Centre        |
| 92  | 5e   | Jim Brown       | États-Unis    | Défenseur     |
| 113 | 6e   | Jay McFarlane   | Canada        | Défenseur     |

## 1980
| No  | Tour | Nom             | Nationalité   | Position       |
| --- | ---- | --------------- | ------------- | -------------- |
| 4   | 1er  | Larry Murphy    | Canada        | Défenseur      |
| 10  | 1er  | Jim Fox         | Canada        | Ailier droit   |
| 33  | 2e   | Greg Terrion    | Canada        | Centre         |
| 34  | 2e   | Dave Morrison   | Canada        | Ailier droit   |
| 52  | 3e   | Steve Bozek     | Canada        | Ailier gauche  |
| 73  | 4e   | Bernie Nicholls | Canada        | Centre         |
| 94  | 5e   | Al Graves       | Canada France | Ailier gauche  |
| 115 | 6e   | Darren Eliot    | Canada        | Gardien de but |
| 136 | 7e   | Mike O'Connor   | Canada        | Défenseur      |
| 157 | 8e   | Billy O'Dwyer   | États-Unis    | Centre         |
| 178 | 9e   | Daryl Evans     | Canada        | Ailier droit   |
| 199 | 10e  | Kim Collins     | Canada        | Ailier gauche  |

## 1981
| No  | Tour | Nom              | Nationalité         | Position      |
| --- | ---- | ---------------- | ------------------- | ------------- |
| 2   | 1er  | Doug Smith       | Canada              | Centre        |
| 39  | 2e   | Dean Kennedy     | Canada              | Défenseur     |
| 81  | 4e   | Marty Dallman    | Canada              | Centre        |
| 123 | 6e   | Bradley Thompson | Canada              | Défenseur     |
| 134 | 7e   | Craig Hurley     | Canada              | Défenseur     |
| 144 | 7e   | Peter Sawkins    | Danemark États-Unis | Défenseur     |
| 165 | 8e   | Dan Brennan      | Canada              | Ailier gauche |
| 186 | 9e   | Allan Tuer       | Canada              | Défenseur     |
| 207 | 10e  | Jeff Baikie      | Canada              | Centre        |

## 1982
| No  | Tour | Nom              | Nationalité | Position       |
| --- | ---- | ---------------- | ----------- | -------------- |
| 27  | 2e   | Michael Heidt    | Canada      | Défenseur      |
| 48  | 3e   | Steve Seguin     | Canada      | Ailier droit   |
| 64  | 4e   | Dave Gans        | Canada      | Centre         |
| 82  | 4e   | David Ross       | Canada      | Gardien de but |
| 90  | 5e   | Darcy Roy        | Canada      | Ailier gauche  |
| 95  | 5e   | Ulf Isaksson     | Suède       | Ailier gauche  |
| 132 | 7e   | Viktor Netchaïev | Russie      | Centre         |
| 153 | 8e   | Peter Helander   | Suède       | Défenseur      |
| 174 | 9e   | Dave Chartier    | Canada      | défenseur      |
| 195 | 10e  | John Franzosa    | États-Unis  | Gardien de but |
| 216 | 11e  | Rejean Shero     | États-Unis  | Centre         |
| 237 | 12e  | Mats Ullander    | Suède       | Ailier droit   |

## 1983
| No  | Tour | Nom              | Nationalité        | Position      |
| --- | ---- | ---------------- | ------------------ | ------------- |
| 47  | 3e   | Bruce Shoebottom | Canada             | Défenseur     |
| 67  | 4e   | Guy Benoit       | Canada             | Centre        |
| 87  | 5e   | Bob Laforest     | Canada             | Ailier droit  |
| 100 | 5e   | Garry Galley     | Canada             | Défenseur     |
| 107 | 6e   | Dave Lundmark    | États-Unis         | Défenseur     |
| 108 | 6e   | Kevin Stevens    | États-Unis         | Ailier gauche |
| 127 | 7e   | Tim Burgess      | Canada             | Défenseur     |
| 147 | 8e   | Ken Hammond      | Canada             | Défenseur     |
| 167 | 9e   | Bruce Fishback   | États-Unis         | Centre        |
| 187 | 10e  | Thomas Ahlen     | Suède              | Défenseur     |
| 207 | 11e  | Jan Blaha        | République tchèque | Ailier droit  |
| 227 | 12e  | Chad Johnson     | États-Unis         | Centre        |

## 1984
| No  | Tour | Nom            | Nationalité | Position       |
| --- | ---- | -------------- | ----------- | -------------- |
| 6   | 1er  | Craig Redmond  | Canada      | Défenseur      |
| 24  | 2e   | Brian Wilks    | Canada      | Centre         |
| 48  | 3e   | John English   | Canada      | Défenseur      |
| 69  | 4e   | Tom Glavine    | États-Unis  | Centre         |
| 87  | 5e   | David Grannis  | États-Unis  | Ailier droit   |
| 108 | 6e   | Greg Strome    | Canada      | Gardien de but |
| 129 | 7e   | Tim Hanley     | États-Unis  | Centre         |
| 150 | 8e   | Shannon Deegan | Canada      | Centre         |
| 171 | 9e   | Luc Robitaille | Canada      | Ailier gauche  |
| 191 | 10e  | Jeff Crossman  | Canada      | Centre         |
| 212 | 11e  | Paul Kenny     | Canada      | Gardien de but |
| 232 | 12e  | Brian Martin   | Canada      | Centre         |

## 1985
| No  | Tour | Nom             | Nationalité        | Position       |
| --- | ---- | --------------- | ------------------ | -------------- |
| 9   | 1er  | Craig Duncanson | Canada             | Ailier droit   |
| 10  | 1er  | Dan Gratton     | Canada             | Centre         |
| 30  | 2e   | Par Edlund      | Suède              | Ailier gauche  |
| 72  | 4e   | Perry Florio    | États-Unis         | Défenseur      |
| 93  | 5e   | Petr Prajsler   | République tchèque | Défenseur      |
| 135 | 7e   | Tim Flanagan    | Canada             | Ailier droit   |
| 156 | 8e   | John Hyduke     | États-Unis         | Gardien de but |
| 177 | 9e   | Steve Horner    | Canada             | Ailier droit   |
| 219 | 11e  | Trent Ciprick   | Canada             | Ailier droit   |
| 240 | 12e  | Marian Horvath  | Slovaquie          | Ailier gauche  |

## 1986
| No  | Tour | Nom                | Nationalité | Position       |
| --- | ---- | ------------------ | ----------- | -------------- |
| 2   | 1er  | Jimmy Carson       | États-Unis  | Centre         |
| 44  | 3e   | Denis Larocque     | Canada      | Défenseur      |
| 65  | 4e   | Sylvain Couturier  | Canada      | Centre         |
| 86  | 5e   | Dave Guden         | États-Unis  | Ailier gauche  |
| 107 | 6e   | Robb Stauber       | États-Unis  | Gardien de but |
| 128 | 7e   | Sean Krakiwsky     | Canada      | Ailier droit   |
| 149 | 8e   | René Chapdelaine   | Canada      | Défenseur      |
| 170 | 9e   | Trevor Pochipinski | Canada      | Défenseur      |
| 191 | 10e  | Paul Kelly         | Canada      | Défenseur      |
| 212 | 11e  | Russ Mann          | États-Unis  | Défenseur      |
| 233 | 12e  | Brian Hayton       | Canada      | Ailier gauche  |
| 9   | R.S  | Bob Kudelski       | États-Unis  | Centre         |
| 10  | R.S  | Grant Paranica     | États-Unis  | Ailier droit   |

## 1987
| No  | Tour | Nom                | Nationalité        | Position       |
| --- | ---- | ------------------ | ------------------ | -------------- |
| 4   | 1er  | Wayne McBean       | Canada             | Défenseur      |
| 27  | 2e   | Mark Fitzpatrick   | Canada             | Gardien de but |
| 43  | 3e   | Ross Wilson        | Canada             | Ailier droit   |
| 90  | 5e   | Mike Vukonich      | États-Unis         | Centre         |
| 111 | 6e   | Greg Batters       | Canada             | Ailier droit   |
| 132 | 7e   | Kyosti Karjalainen | Suède              | Ailier gauche  |
| 174 | 9e   | Jeff Gawlicki      | Canada             | Ailier gauche  |
| 195 | 10e  | John Preston       | États-Unis         | Centre         |
| 216 | 11e  | Rotislav Vlach     | République tchèque | Ailier droit   |
| 237 | 12e  | Mikael Lindholm    | Suède              | Centre         |
| 7   | R.S  | Chris Panek        | États-Unis         | Défenseur      |

## 1988
| No  | Tour | Nom             | Nationalité | Position       |
| --- | ---- | --------------- | ----------- | -------------- |
| 7   | 1er  | Martin Gélinas  | Canada      | Ailier gauche  |
| 28  | 2e   | Paul Holden     | Canada      | Défenseur      |
| 49  | 3e   | John Van Kessel | Canada      | Défenseur      |
| 70  | 4e   | Rob Blake       | Canada      | Défenseur      |
| 91  | 5e   | Jeff Robison    | États-Unis  | Défenseur      |
| 109 | 6e   | Micah Aivazoff  | Canada      | Défenseur      |
| 112 | 6e   | Robert Larsson  | Suède       | Défenseur      |
| 133 | 7e   | Jeff Kruesel    | États-Unis  | Gardien de but |
| 154 | 8e   | Timo Peltomaa   | Finlande    | Ailier droit   |
| 175 | 9e   | Jim Larkin      | États-Unis  | Ailier gauche  |
| 196 | 10e  | Brad Hyatt      | Canada      | Défenseur      |
| 217 | 11e  | Doug Laprade    | Canada      | Ailier droit   |
| 238 | 12e  | Joe Flanagan    | États-Unis  | Centre         |
| 12  | R.S  | Sean Fitzgerald | États-Unis  | Ailier gauche  |

## 1989
| No  | Tour | Nom               | Nationalité        | Position       |
| --- | ---- | ----------------- | ------------------ | -------------- |
| 39  | 2e   | Brent Thompson    | Canada             | Défenseur      |
| 81  | 4e   | Jim Maher         | États-Unis         | Défenseur      |
| 102 | 5e   | Éric Ricard       | Canada             | Défenseur      |
| 103 | 5e   | Tom Newman        | États-Unis         | Gardien de but |
| 123 | 6e   | Daniel Rydmark    | Suède              | Centre         |
| 144 | 7e   | Ted Kramer        | États-Unis         | Ailier droit   |
| 165 | 8e   | Sean Whyte        | Canada             | Ailier droit   |
| 182 | 9e   | Jim Giacin        | États-Unis         | Ailier gauche  |
| 186 | 9e   | Martin Maskarinec | République tchèque | Défenseur      |
| 207 | 10e  | Jim Hiller        | Canada             | Ailier droit   |
| 228 | 11e  | Steve Jaques      | Canada             | Défenseur      |
| 249 | 12e  | Kevin Sneddon     | Canada             | Défenseur      |
| 23  | R.S  | Carl Repp         | Canada             | Gardien de but |

## 1990
| No  | Tour | Nom            | Nationalité           | Position       |
| --- | ---- | -------------- | --------------------- | -------------- |
| 7   | 1er  | Darryl Sydor   | Canada                | Défenseur      |
| 28  | 2e   | Brandy Semchuk | Canada                | Ailier droit   |
| 49  | 3e   | Bob Berg       | Canada                | Ailier gauche  |
| 591 | 5e   | David Goverde  | Canada                | Gardien de but |
| 112 | 6e   | Erik Andersson | Suède                 | Ailier droit   |
| 133 | 7e   | Robert Lang    | République tchèque    | Centre         |
| 154 | 8e   | Dean Hulett    | Porto Rico États-Unis | Ailier droit   |
| 175 | 9e   | Dennis LeBlanc | Canada                | Centre         |
| 196 | 10e  | Patric Ross    | Suède                 | Ailier droit   |
| 217 | 11e  | Kevin White    | Canada                | Centre         |
| 238 | 12e  | Troy Mohns     | Canada                | Défenseur      |
| 11  | R.S  | Peter Sentner  | Canada                | Défenseur      |

## 1991
| No  | Tour | Nom             | Nationalité | Position       |
| --- | ---- | --------------- | ----------- | -------------- |
| 42  | 2e   | Guy Léveque     | Canada      | Centre         |
| 79  | 4e   | Keith Redmond   | Canada      | Ailier gauche  |
| 81  | 4e   | Alekseï Jitnik  | Ukraine     | Défenseur      |
| 108 | 5e   | Pauli Jaks      | Suisse      | Gardien de but |
| 130 | 6e   | Brett Séguin    | États-Unis  | Centre         |
| 152 | 7e   | Kelly Fairchild | États-Unis  | Centre         |
| 196 | 9e   | Craig Brown     | Canada      | Gardien de but |
| 218 | 10e  | Mattias Olsson  | Suède       | Défenseur      |
| 240 | 11e  | André Boulianne | Canada      | Gardien de but |
| 262 | 12e  | Michael Gaul    | Canada      | Défenseur      |
| 26  | R.S  | Brendan Creagh  | États-Unis  | Défenseur      |

## 1992
| No  | Tour | Nom               | Nationalité    | Position       |
| --- | ---- | ----------------- | -------------- | -------------- |
| 39  | 2e   | Justin Hocking    | Canada         | Défenseur      |
| 63  | 3e   | Sandy Allan       | Canada Bahamas | Gardien de but |
| 87  | 4e   | Kevin Brown       | Royaume-Uni    | Ailier droit   |
| 111 | 5e   | Jeff Shevalier    | Canada         | Ailier gauche  |
| 135 | 6e   | Rem Murray        | Canada         | Ailier gauche  |
| 207 | 9e   | Magnus Wernblom   | Suède          | Ailier droit   |
| 231 | 10e  | Ryan Pisiak       | Canada         | Ailier droit   |
| 255 | 11e  | Jukka Tiilikainen | Finlande       | Ailier gauche  |

## 1993
| No | Tour | Nom               | Nationalité        | Position       |
| -- | ---- | ----------------- | ------------------ | -------------- |
| 2  | 42e  | Shayne Toporowski | Canada             | Ailier droit   |
| 3  | 68e  | Jeff Mitchell     | États-Unis         | Ailier droit   |
| 4  | 94e  | Bob Wren          | Canada             | Ailier gauche  |
| 5  | 105e | Frédérik Beaubien | Canada             | Gardien de but |
| 5  | 117e | Jason Saal        | États-Unis         | Gardien de but |
| 5  | 120e | Tomas Vlasak      | République tchèque | Centre         |
| 6  | 146e | Jere Karalahti    | Finlande           | Défenseur      |
| 7  | 172e | Justin Martin     | États-Unis         | Ailier gauche  |
| 8  | 198e | Travis Dillabough | Canada             | Centre         |
| 9  | 224e | Martin Štrbák     | Slovaquie          | Défenseur      |
| 10 | 250e | Kimmo Timonen     | Finlande           | Défenseur      |
| 11 | 276e | Patrick Howald    | Suisse             | Ailier gauche  |

## 1994
| No  | Tour | Nom                | Nationalité        | Position       |
| --- | ---- | ------------------ | ------------------ | -------------- |
| 7   | 1er  | Jamie Storr        | Canada             | Gardien de but |
| 33  | 2e   | Matt Johnson       | Canada             | Ailier gauche  |
| 59  | 3e   | Vitali Iatchmeniov | Russie             | Ailier droit   |
| 111 | 5e   | Chris Schmidt      | Canada             | Centre         |
| 163 | 7e   | Luc Gagné          | Canada             | Ailier droit   |
| 189 | 8e   | Andrew Dale        | Canada             | Centre         |
| 215 | 9e   | Jan Nemecek        | République tchèque | Défenseur      |
| 241 | 10e  | Sergueï Chalamaï   | Russie             | Ailier gauche  |
| 7   | R.S  | Quinn Fair         | Canada             | Défenseur      |

## 1995
| No  | Tour | Nom                  | Nationalité        | Position      |
| --- | ---- | -------------------- | ------------------ | ------------- |
| 3   | 1er  | Aki-Petteri Berg     | Finlande           | Défenseur     |
| 33  | 2e   | Donald MacLean       | Canada             | Centre        |
| 50  | 2e   | Pavel Rosa           | République tchèque | Ailier droit  |
| 59  | 3e   | Ouladzimir Tsyplakow | Russie             | Ailier gauche |
| 118 | 5e   | Jason Morgan         | Canada             | Centre        |
| 137 | 6e   | Igor Meliakov        | Russie             | Ailier droit  |
| 157 | 7e   | Benoit Larose        | Canada             | Défenseur     |
| 163 | 7e   | Juha Vuorivirta      | Finlande           | Centre        |
| 215 | 9e   | Brian Stewart        | Canada             | Défenseur     |

## 1996
| No  | Tour | Nom              | Nationalité | Position       |
| --- | ---- | ---------------- | ----------- | -------------- |
| 30  | 2e   | Josh Green       | Canada      | Centre         |
| 37  | 2e   | Marian Cisar     | Slovaquie   | Ailier gauche  |
| 57  | 3e   | Greg Phillips    | Canada      | Centre         |
| 84  | 4e   | Mikael Simons    | Suède       | Centre         |
| 96  | 4e   | Éric Bélanger    | Canada      | Centre         |
| 120 | 5e   | Jesse Black      | Canada      | Défenseur      |
| 123 | 5e   | Peter Hogan      | Canada      | Défenseur      |
| 190 | 8e   | Steve Valiquette | Canada      | Gardien de but |
| 193 | 8e   | Kai Nurminen     | Finlande    | Ailier gauche  |
| 219 | 9e   | Sébastien Simard | Canada      | Ailier gauche  |

## 1997
| No  | Tour | Nom            | Nationalité | Position      |
| --- | ---- | -------------- | ----------- | ------------- |
| 3   | 1er  | Olli Jokinen   | Finlande    | Centre        |
| 15  | 1er  | Matt Zultek    | Canada      | Centre        |
| 29  | 2e   | Scott Barney   | Canada      | Centre        |
| 83  | 4e   | Joe Corvo      | États-Unis  | Défenseur     |
| 99  | 4e   | Sean Blanchard | Canada      | Défenseur     |
| 137 | 6e   | Richard Seeley | Canada      | Défenseur     |
| 150 | 6e   | Jeff Katcher   | Canada      | Défenseur     |
| 193 | 8e   | Jay Kopischke  | États-Unis  | Ailier gauche |
| 220 | 9e   | Konrad Brand   | Canada      | Défenseur     |

## 1998
| No  | Tour | Nom             | Nationalité        | Position       |
| --- | ---- | --------------- | ------------------ | -------------- |
| 21  | 1er  | Mathieu Biron   | Canada             | Défenseur      |
| 46  | 2e   | Justin Papineau | Canada             | Centre         |
| 76  | 3e   | Alekseï Volkov  | Russie             | Gardien de but |
| 103 | 4e   | Kip Brennan     | Canada             | Ailier gauche  |
| 133 | 5e   | Joe Rullier     | Canada             | Défenseur      |
| 163 | 6e   | Tomas Zizka     | République tchèque | Défenseur      |
| 190 | 7e   | Tommi Hannus    | Finlande           | Centre         |
| 217 | 8e   | Jim Henkel      | États-Unis         | Centre         |
| 248 | 9e   | Matthew Yeats   | Canada             | Gardien de but |

## 1999
| No  | Tour | Nom                  | Nationalité        | Position       |
| --- | ---- | -------------------- | ------------------ | -------------- |
| 43  | 2e   | Andreï Chefer        | Russie             | Ailier gauche  |
| 74  | 3e   | Jason Crain          | États-Unis         | Défenseur      |
| 76  | 3e   | Frantisek Kaberle    | République tchèque | Défenseur      |
| 92  | 3e   | Cory Campbell        | Canada             | Gardien de but |
| 104 | 4e   | Brian McGrattan      | Canada             | Ailier droit   |
| 125 | 4e   | Daniel Johansson     | Suède              | Centre         |
| 133 | 5e   | Jean-Francois Nogues | Canada             | Gardien de but |
| 193 | 7e   | Kevin Baker          | Canada             | Ailier droit   |
| 222 | 8e   | George Parros        | États-Unis         | Ailier droit   |
| 250 | 9e   | Noah Clarke          | États-Unis         | Ailier gauche  |

## 2000
| No  | Tour | Nom                    | Nationalité | Position       |
| --- | ---- | ---------------------- | ----------- | -------------- |
| 20  | 1er  | Aleksandr Frolov       | Russie      | Ailier gauche  |
| 54  | 2e   | Andreas Lilja          | Suède       | Défenseur      |
| 86  | 3e   | Yanick Lehoux          | Canada      | Centre         |
| 118 | 4e   | Ľubomír Višňovský      | Slovaquie   | Défenseur      |
| 165 | 5e   | Nathan Marsters        | Canada      | Gardien de but |
| 201 | 7e   | Ievgueni Fiodorov (en) | Russie      | Centre         |
| 206 | 7e   | Tim Eriksson           | Suède       | Centre         |
| 218 | 7e   | Craig Olynick          | Canada      | Défenseur      |
| 245 | 8e   | Dan Welch              | États-Unis  | Ailier droit   |
| 250 | 8e   | Flavien Conne          | Suisse      | Centre         |
| 282 | 9e   | Carl Grahn             | Finlande    | Gardien de but |

## 2001
| No  | Tour | Nom                | Nationalité        | Position       |
| --- | ---- | ------------------ | ------------------ | -------------- |
| 18  | 1er  | Jens Karlsson      | Suède              | Ailier gauche  |
| 30  | 1er  | David Steckel      | États-Unis         | Centre         |
| 49  | 2e   | Mike Cammalleri    | Canada             | Centre         |
| 51  | 2e   | Jaroslav Bednář    | République tchèque | Centre         |
| 83  | 3e   | Henrik Juntunen    | Finlande           | Ailier droit   |
| 116 | 4e   | Richard Petiot     | Canada             | Défenseur      |
| 152 | 5e   | Terry Denike       | Canada             | Gardien de but |
| 153 | 5e   | Tuukka Mantyla     | Finlande           | Défenseur      |
| 214 | 7e   | Cristobal Huet     | France             | Gardien de but |
| 237 | 8e   | Mike Gabinet       | Canada             | Défenseur      |
| 277 | 9e   | Sébastien Laplante | Canada             | Gardien de but |

## 2002
| No  | Tour | Nom                  | Nationalité        | Position      |
| --- | ---- | -------------------- | ------------------ | ------------- |
| 18  | 1er  | Denis Grebechkov     | Russie             | Défenseur     |
| 50  | 2e   | Sergueï Anchakov     | Russie             | Ailier gauche |
| 66  | 3e   | Petr Kanko           | République tchèque | Ailier droit  |
| 104 | 4e   | Aaron Rome           | Canada             | Défenseur     |
| 115 | 4e   | Mark Rooneem         | Canada             | Ailier gauche |
| 152 | 5e   | Greg Hogeboom        | Canada             | Ailier droit  |
| 157 | 5e   | Joel Andresen        | Canada             | Défenseur     |
| 185 | 6e   | Ryan Murphy          | Canada             | Ailier droit  |
| 215 | 7e   | Mikhaïl Lioubouchine | Russie             | Défenseur     |
| 248 | 8e   | Tuukka Pulliainen    | Finlande           | Attaquant     |
| 279 | 9e   | Connor James         | Canada             | Ailier droit  |

## 2003
| No  | Tour | Nom                    | Nationalité | Position       |
| --- | ---- | ---------------------- | ----------- | -------------- |
| 13  | 1er  | Dustin Brown           | États-Unis  | Ailier droit   |
| 26  | 1er  | Brian Boyle            | États-Unis  | Centre         |
| 27  | 1er  | Jeff Tambellini        | Canada      | Ailier gauche  |
| 44  | 2e   | Konstantin Pouchkariov | Kazakhstan  | Ailier droit   |
| 82  | 3e   | Ryan Munce             | Canada      | Gardien de but |
| 152 | 5e   | Brady Murray           | Canada      | Centre         |
| 174 | 6e   | Esa Pirnes             | Finlande    | Centre         |
| 231 | 8e   | Matt Zaba              | Canada      | Gardien de but |
| 244 | 8e   | Mike Sullivan          | Canada      | Centre         |
| 274 | 9e   | Martin Guerin          | États-Unis  | Ailier droit   |

## 2004
| No  | Tour | Nom               | Nationalité          | Position       |
| --- | ---- | ----------------- | -------------------- | -------------- |
| 11  | 1er  | Lauri Tukonen     | Finlande             | Ailier droit   |
| 95  | 3e   | Paul Baier        | États-Unis           | Défenseur      |
| 110 | 4e   | Ned Lukacevic     | Serbie-et-Monténégro | Ailier gauche  |
| 143 | 5e   | Eric Neilson      | Canada               | Ailier droit   |
| 174 | 6e   | Scott Parse       | États-Unis           | Centre         |
| 205 | 7e   | Mike Curry        | États-Unis           | Ailier droit   |
| 221 | 7e   | Danny Taylor      | Biélorussie          | Gardien de but |
| 238 | 8e   | Yutaka Fukufuji   | Japon                | Gardien de but |
| 264 | 9e   | Valtteri Tenkanen | Finlande             | Centre         |

## 2005
| No  | Tour | Nom            | Nationalité | Position       |
| --- | ---- | -------------- | ----------- | -------------- |
| 11  | 1er  | Anže Kopitar   | Slovénie    | Centre         |
| 50  | 2e   | Dany Roussin   | Canada      | Ailier gauche  |
| 60  | 2e   | T. J. Fast     | Canada      | Défenseur      |
| 72  | 3e   | Jonathan Quick | États-Unis  | Gardien de but |
| 139 | 5e   | Patrik Hersley | Suède       | Défenseur      |
| 184 | 6e   | Ryan McGinnis  | États-Unis  | Défenseur      |
| 206 | 7e   | Josh Meyers    | États-Unis  | Défenseur      |
| 226 | 7e   | John Seymour   | Canada      | Ailier gauche  |

## 2006
| No  | Tour | Nom              | Nationalité | Position       |
| --- | ---- | ---------------- | ----------- | -------------- |
| 11  | 1er  | Jonathan Bernier | Canada      | Gardien de but |
| 17  | 1er  | Trevor Lewis     | États-Unis  | Centre         |
| 48  | 2e   | Joey Ryan        | États-Unis  | Défenseur      |
| 74  | 3e   | Jeff Zatkoff     | États-Unis  | Gardien de but |
| 86  | 3e   | Bud Holloway     | Canada      | Centre         |
| 114 | 4e   | Niclas Andersen  | Suède       | Défenseur      |
| 134 | 5e   | David Meckler    | États-Unis  | Centre         |
| 144 | 5e   | Martin Nolet     | Canada      | Défenseur      |
| 164 | 6e   | Constantin Braun | Allemagne   | Ailier gauche  |

## 2007
| No  | Tour | Nom             | Nationalité | Position       |
| --- | ---- | --------------- | ----------- | -------------- |
| 4   | 1er  | Thomas Hickey   | Canada      | Défenseur      |
| 52  | 2e   | Oscar Möller    | Suède       | Centre         |
| 61  | 2e   | Wayne Simmonds  | Canada      | Ailier droit   |
| 82  | 3e   | Bryan Cameron   | Canada      | Centre         |
| 95  | 4e   | Alec Martinez   | États-Unis  | Défenseur      |
| 109 | 4e   | Dwight King     | Canada      | Centre         |
| 124 | 5e   | Linden Rowat    | Canada      | Gardien de but |
| 137 | 5e   | Joshua Turnbull | États-Unis  | Centre         |
| 184 | 7e   | Josh Kidd       | Canada      | Défenseur      |
| 188 | 7e   | Matt Fillier    | Canada      | Ailier gauche  |

## 2008
| No  | Tour | Nom                | Nationalité | Position      |
| --- | ---- | ------------------ | ----------- | ------------- |
| 2   | 1er  | Drew Doughty       | Canada      | Défenseur     |
| 13  | 1er  | Colten Teubert     | Canada      | Défenseur     |
| 32  | 2e   | Viatcheslav Voïnov | Russie      | Défenseur     |
| 63  | 3e   | Robbie Czarnik     | États-Unis  | Centre        |
| 74  | 3e   | Andrew Campbell    | Canada      | Défenseur     |
| 88  | 3e   | Geordie Wudrick    | Canada      | Ailier gauche |
| 123 | 5e   | Andreï Loktionov   | Russie      | Centre        |
| 153 | 6e   | Justin Azevedo     | Canada      | Centre        |
| 183 | 7e   | Garrett Roe        | États-Unis  | Ailier gauche |

## 2009
| No  | Tour | Nom                  | Nationalité | Position       |
| --- | ---- | -------------------- | ----------- | -------------- |
| 5   | 1er  | Brayden Schenn       | Canada      | Centre         |
| 35  | 2e   | Kyle Clifford        | Canada      | Ailier gauche  |
| 84  | 3e   | Nicolas Deslauriers  | Canada      | Défenseur      |
| 95  | 4e   | Jean-François Bérubé | Canada      | Gardien de but |
| 96  | 4e   | Linden Vey           | Canada      | Ailier droit   |
| 125 | 5e   | David Kolomatis      | États-Unis  | Défenseur      |
| 155 | 6e   | Michael Pelech       | Canada      | Centre         |
| 178 | 6e   | Brandon Kozun        | États-Unis  | Ailier droit   |
| 185 | 7e   | Jordan Nolan         | Canada      | Centre         |
| 197 | 7e   | Nic Dowd             | États-Unis  | Centre         |

## 2010
| No  | Tour | Nom            | Nationalité | Position      |
| --- | ---- | -------------- | ----------- | ------------- |
| 15  | 1er  | Derek Forbort  | États-Unis  | Défenseur     |
| 47  | 2e   | Tyler Toffoli  | Canada      | Centre        |
| 70  | 3e   | Jordan Weal    | Canada      | Centre        |
| 148 | 5e   | Kevin Gravel   | États-Unis  | Défenseur     |
| 158 | 6e   | Maksim Kitsyne | Russie      | Ailier gauche |

## 2011
| No  | Tour | Nom                | Nationalité | Position       |
| --- | ---- | ------------------ | ----------- | -------------- |
| 49  | 2e   | Christopher Gibson | Finlande    | Gardien de but |
| 80  | 3e   | Andy Andreoff      | Canada      | Centre         |
| 82  | 3e   | Nick Shore         | États-Unis  | Centre         |
| 110 | 4e   | Michael Mersch     | États-Unis  | Ailier gauche  |
| 140 | 5e   | Joel Lowry         | États-Unis  | Ailier gauche  |
| 170 | 6e   | Michael Schumacher | Suède       | Ailier gauche  |

## 2012
| No  | Tour | Nom                 | Nationalité        | Position      |
| --- | ---- | ------------------- | ------------------ | ------------- |
| 30  | 1er  | Tanner Pearson      | Canada             | Ailier gauche |
| 121 | 4e   | Nikolaï Prokhorkine | Russie             | Ailier gauche |
| 151 | 5e   | Colin Miller        | Canada             | Défenseur     |
| 171 | 6e   | Tomáš Hyka          | République tchèque | Ailier droit  |
| 181 | 6e   | Paul LaDue          | États-Unis         | Défenseur     |
| 211 | 7e   | Nick Ebert          | États-Unis         | Défenseur     |

## 2013
| No  | Tour | Nom                 | Nationalité        | Position       |
| --- | ---- | ------------------- | ------------------ | -------------- |
| 37  | 2e   | Valentin Zykov      | Russie             | Ailier gauche  |
| 103 | 4e   | Justin Auger        | Canada             | Ailier droit   |
| 118 | 4e   | Hudson Fasching     | États-Unis         | Ailier droit   |
| 146 | 5e   | Patrik Bartošák     | République tchèque | Gardien de but |
| 148 | 5e   | Jonathan Brodzinski | États-Unis         | Centre         |
| 178 | 6e   | Zachary Leslie      | Canada             | Défenseur      |
| 191 | 7e   | Dominik Kubalík     | République tchèque | Ailier gauche  |

## 2014
| No  | Tour | Nom             | Nationalité | Position       |
| --- | ---- | --------------- | ----------- | -------------- |
| 29  | 1er  | Adrian Kempe    | Suède       | Ailier gauche  |
| 50  | 2e   | Roland McKeown  | Canada      | Défenseur      |
| 60  | 2e   | Alex Lintuniemi | Finlande    | Défenseur      |
| 90  | 3e   | Michael Amadio  | Canada      | Centre         |
| 120 | 4e   | Steven Johnson  | États-Unis  | Défenseur      |
| 150 | 5e   | Alec Dillon     | Canada      | Gardien de but |
| 157 | 6e   | Jake Marchment  | Canada      | Centre         |
| 180 | 6e   | Matthew Mistele | Canada      | Ailier gauche  |
| 209 | 7e   | Spencer Watson  | Canada      | Ailier droit   |
| 210 | 7e   | Jacob Middleton | Canada      | Défenseur      |

## 2015
| No  | Tour | Nom                   | Nationalité | Position      |
| --- | ---- | --------------------- | ----------- | ------------- |
| 43  | 2e   | Erik Černák           | Slovaquie   | Défenseur     |
| 74  | 3e   | Aleksandr Dergatchiov | Russie      | Centre        |
| 99  | 4e   | Austin Wagner         | Canada      | Ailier gauche |
| 134 | 5e   | Matt Schmalz          | Canada      | Ailier droit  |
| 187 | 7e   | Chaz Reddekopp        | Canada      | Défenseur     |
| 194 | 7e   | Matt Roy              | États-Unis  | Défenseur     |

## 2016
| No  | Tour | Nom               | Nationalité | Position  |
| --- | ---- | ----------------- | ----------- | --------- |
| 51  | 2e   | Kale Clague       | Canada      | Défenseur |
| 112 | 4e   | Jacob Moverare    | Suède       | Défenseur |
| 142 | 5e   | Michael Eyssimont | États-Unis  | Centre    |
| 202 | 7e   | Jacob Friend      | Canada      | Défenseur |

## 2017
| No  | Tour | Nom                  | Nationalité | Position       |
| --- | ---- | -------------------- | ----------- | -------------- |
| 11  | 1er  | Gabriel Vilardi      | Canada      | Centre         |
| 41  | 2e   | Jaret Anderson-Dolan | Canada      | Centre         |
| 72  | 3e   | Matt Villalta        | Canada      | Gardien de but |
| 103 | 4e   | Michael Anderson     | États-Unis  | Défenseur      |
| 118 | 4    | Markus Phillips      | Canada      | Défenseur      |
| 134 | 5e   | Cole Hults           | États-Unis  | Défenseur      |
| 138 | 5e   | Drake Rymsha         | États-Unis  | Centre         |

## 2018
| No  | Tour | Nom                  | Nationalité | Position       |
| --- | ---- | -------------------- | ----------- | -------------- |
| 20  | 1er  | Rasmus Kupari        | Finlande    | Centre         |
| 51  | 2e   | Akil Thomas          | Canada      | Centre         |
| 82  | 3e   | Boulat Chafigoulline | Russie      | Ailier gauche  |
| 113 | 4e   | Aidan Dudas          | Canada      | Centre         |
| 144 | 5e   | Dávid Hrenák         | Slovaquie   | Gardien de but |
| 165 | 6e   | Johan Södergran      | Suède       | Ailier droit   |
| 175 | 6e   | Jacob Ingham         | Canada      | Gardien de but |

## 2019
| No  | Tour | Nom             | Nationalité        | Position       |
| --- | ---- | --------------- | ------------------ | -------------- |
| 5   | 1er  | Alex Turcotte   | États-Unis         | Centre         |
| 22  | 1er  | Tobias Björnfot | Suède              | Défenseur      |
| 33  | 2e   | Arthur Kaliyev  | États-Unis         | Ailier droit   |
| 50  | 2e   | Samuel Fagemo   | Suède              | Ailier gauche  |
| 87  | 3e   | Lukáš Pařík     | République tchèque | Gardien de but |
| 95  | 4e   | Jordan Spence   | Canada             | Défenseur      |
| 119 | 4e   | Kim Nousiainen  | Finlande           | Défenseur      |
| 157 | 6e   | Braden Doyle    | États-Unis         | Défenseur      |
| 188 | 7e   | Andre Lee       | Suède              | Ailier gauche  |

## 2020
| No  | Tour | Nom                | Nationalité | Position       |
| --- | ---- | ------------------ | ----------- | -------------- |
| 2   | 1er  | Quinton Byfield    | Canada      | Centre         |
| 35  | 2e   | Helge Grans        | Suède       | Défenseur      |
| 45  | 2e   | Brock Faber        | États-Unis  | Défenseur      |
| 66  | 3e   | Kasper Simontaival | Finlande    | Ailier droit   |
| 83  | 3e   | Alex Laferriere    | États-Unis  | Ailier droit   |
| 112 | 4e   | Juho Markkanen     | Canada      | Gardien de but |
| 128 | 5e   | Martin Chromiak    | Slovaquie   | Ailier droit   |
| 140 | 5e   | Ben Meehan         | États-Unis  | Défenseur      |
| 190 | 7e   | Aatu Jamsen        | Finlande    | Ailier droit   |

## 2021
| No | Tour | Nom               | Nationalité | Position  |
| -- | ---- | ----------------- | ----------- | --------- |
| 8  | 1er  | Brandt Clarke     | Canada      | Défenseur |
| 42 | 2e   | Francesco Pinelli | Canada      | Centre    |
| 59 | 2e   | Samuel Helenius   | États-Unis  | Centre    |
| 84 | 3e   | Kirill Kirsanov   | Russie      | Défenseur |

### 2022
| No  | Tour | Nom            | Nationalité | Position     |
| --- | ---- | -------------- | ----------- | ------------ |
| 51  | 2e   | Jack Hughes    | États-Unis  | Centre       |
| 103 | 4e   | Kenny Connors  | États-Unis  | Centre       |
| 116 | 4e   | Angus Booth    | Canada      | Défenseur    |
| 148 | 5e   | Otto Salin     | Finlande    | Défenseur    |
| 169 | 6e   | Jared Wright   | États-Unis  | Ailier droit |
| 180 | 6e   | Jack Sparkes   | Canada      | Défenseur    |
| 215 | 7e   | Kaleb Lawrence | Canada      | Ailier droit |

### 2023
| No  | Tour | Nom               | Nationalité | Position       |
| --- | ---- | ----------------- | ----------- | -------------- |
| 54  | 2e   | Jakub Dvořák      | Tchéquie    | Défenseur      |
| 78  | 3e   | Koehn Ziemmer     | Canada      | Ailier gauche  |
| 118 | 4e   | Hampton Slukynsky | États-Unis  | Gardien de but |
| 150 | 5e   | Matthew Mania     | États-Unis  | Défenseur      |
| 182 | 6e   | Ryan Conmy        | États-Unis  | Ailier gauche  |

### 2024
| No  | Tour | Nom            | Nationalité | Position       |
| --- | ---- | -------------- | ----------- | -------------- |
| 26  | 1er  | Liam Greentree | Canada      | Ailier droit   |
| 57  | 2e   | Carter George  | Canada      | Gardien de but |
| 164 | 6e   | Jared Holloway | Suède       | Défenseur      |
| 198 | 7e   | James Reeder   | États-Unis  | Ailier droit   |

### 2025
| No  | Tour | Nom               | Nationalité | Position       |
| --- | ---- | ----------------- | ----------- | -------------- |
| 31  | 1er  | Henry Brzustewicz | États-Unis  | Défenseur      |
| 59  | 2e   | Vojtěch Čihař     | Tchéquie    | Ailier gauche  |
| 88  | 3e   | Kristian Epperson | États-Unis  | Ailier gauche  |
| 120 | 4e   | Caeden Herrington | États-Unis  | Défenseur      |
| 125 | 4e   | Jimmy Lombardi    | Canada      | Centre         |
| 152 | 5e   | Petteri Rimpinen  | Finlande    | Gardien de but |
| 184 | 6e   | Ján Chovan        | Slovaquie   | Centre         |
| 196 | 7e   | Brendan McMorrow  | États-Unis  | Centre         |
| 216 | 7e   | Will Sharpe       | Canada      | Défenseur      |